# 西郷港

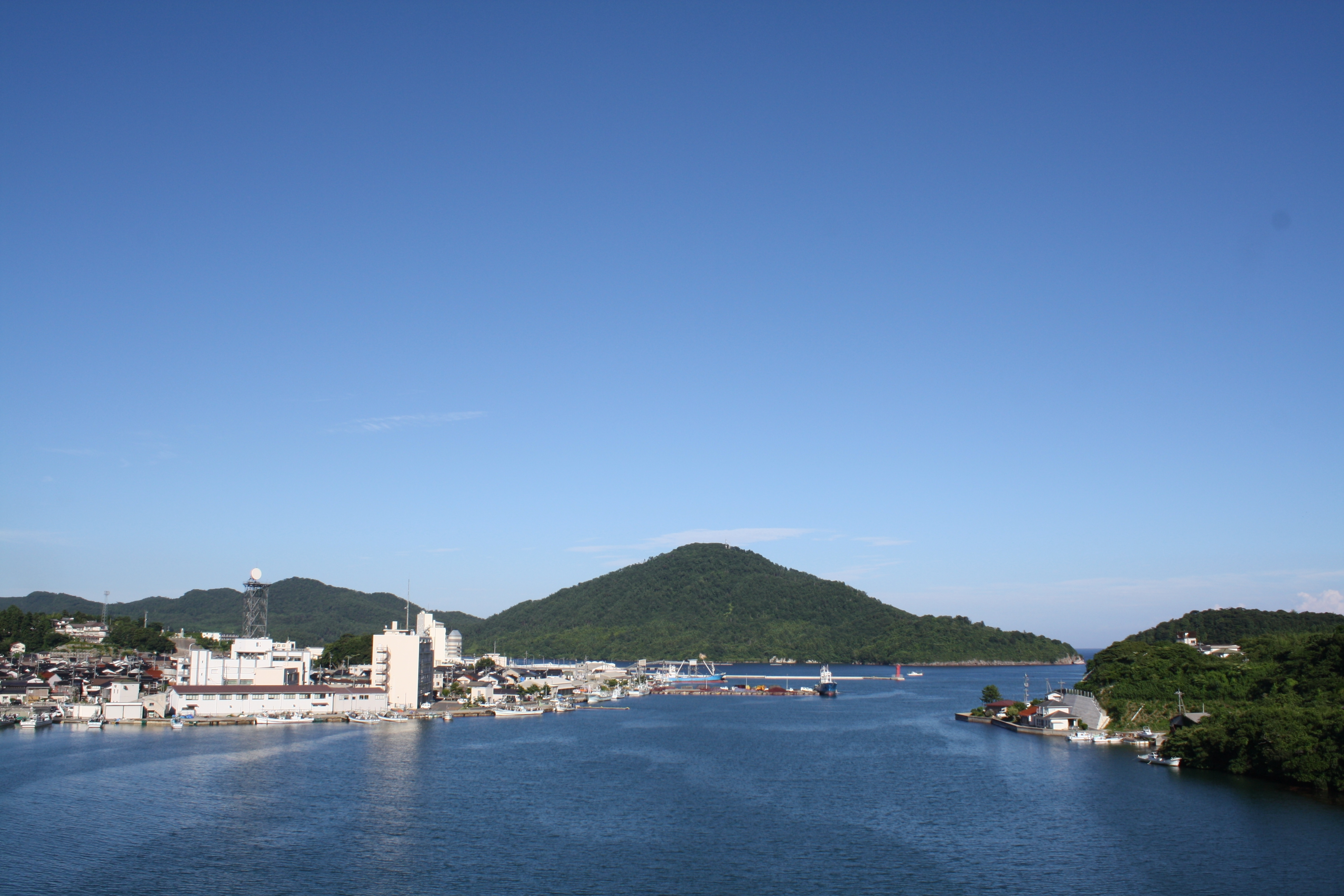
港町風景（西郷大橋から）

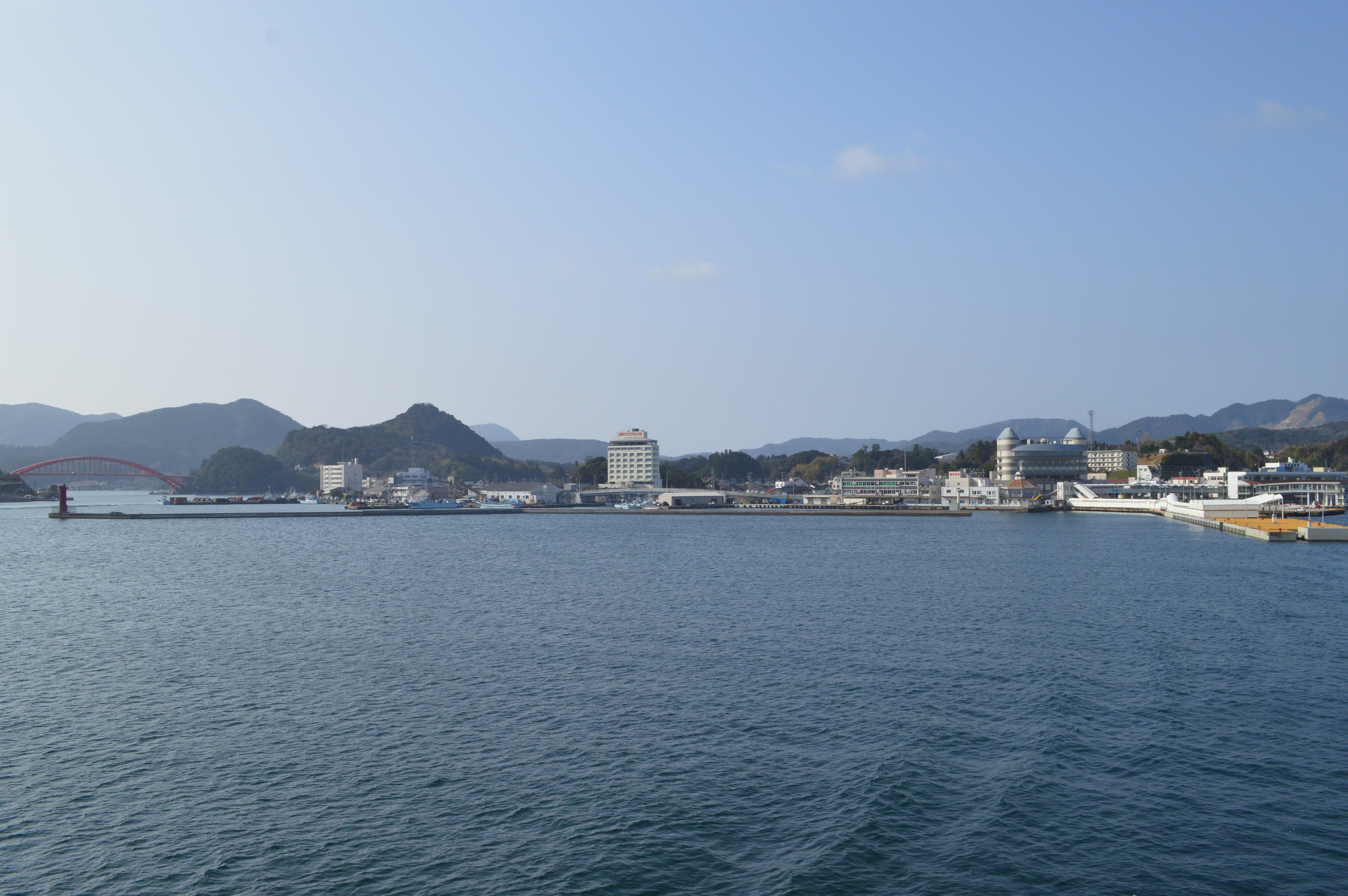
港町風景（沖から）

西郷港（さいごうこう）は、島根県隠岐郡隠岐の島町（旧西郷町）にある日本の重要港湾。港湾管理者は島根県。隠岐諸島・島後島と本土を接続する玄関口としての機能を有している他、漁港漁場整備法では第3種漁港に指定されている。
港一帯は2016年（平成28年）8月6日にみなとオアシスの登録をしていて、フェリーターミナルを代表施設とする風待ち西郷・みなとオアシスとして観光拠点ともなっている。

## 歴史
- 18世紀から北前船の風待ち、補給港として賑わうようになった[2]
- 1943年（昭和18年） 七類港との間に定期航路を開設
- 1953年（昭和28年）7月10日 港湾区域認可
- 1959年（昭和34年）6月11日 重要港湾指定
- 1983年（昭和56年）旅客ターミナルビル完成
- 1999年（平成11年）港湾改修事業開始（2012年度完成予定）[3][4]。
- 2010年（平成22年） フェリー岸壁(耐震強化)およびターミナルビル増築改修工事完了[5][6]

## 航路
隠岐汽船が本土と島前各島へのフェリー及び高速船を就航させている。

### 本土方面
- 七類港（松江市）
- 境港（境港市）

1998年から2005年までは加賀港（松江市島根町）にも高速船が寄港していた。

### 島前方面
- 西ノ島・別府港（西ノ島町）
- 中ノ島・菱浦港（海士町）
- 知夫里島・来居港（知夫村）

## 港周辺
- 隠岐島後観光協会
- 隠岐の島町役場
- 隠岐支庁
- 隠岐の島警察署
- 松江地方裁判所西郷支部
- 隠岐の島町立西郷小学校
- 隠岐の島町運動公園
- 隠岐モーモードーム
- 隠岐国分寺

### 空港へのアクセス
隠岐空港へは隠岐一畑交通の路線バスで約15分。